# 뉴욕 주립 패션 공과대학교

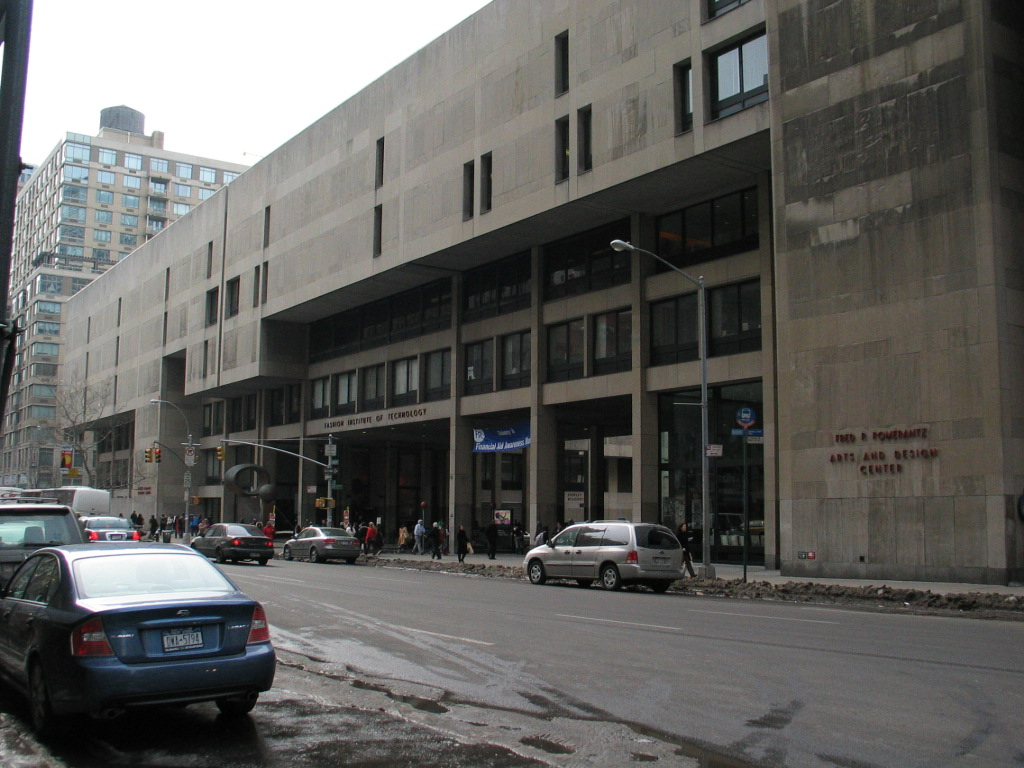
FIT 캠퍼스

뉴욕 주립 패션 공과대학교(Fashion Institute of Technology, 약칭 FIT)는 미국 뉴욕 시에 있는 공립 예술 대학교이다. 1944년 설립된 후 패션, 미술, 디자인, 컴퓨터, 애니메이션등 다양한 분야에서 경력을 요하는 전문가들을 교육해왔다. 뉴욕 주립 대학교(The State University of New York) 중의 하나이며, 파슨스 디자인 대학교(Parsons The New School for Design)와 함께 뉴욕의 양대 패션 대학교로 명성을 쌓아오고 있는 세계적인 패션 명문대학교이다.
뉴욕 주립 대학교현장 위주의 교육을 실시해 90% 이상의 취업률을 자랑한다. 패션디자인, 패션비즈니스 과정이 특히 유명하다. 원한다면 이태리의 자매학교인 폴리모다에서 1년 이상 강의를 들을 수도 있다. FIT 박물관은 세계 초대의 의류, 액세서리 등을 보유하고 있으며, 학생들의 작품전시 및 패션쇼도 열린다. 현재 약 12,000명의 학생들이 FIT의 다양한 교과과정에 참여하고 있다. 가장 인기있는 교육과정으로는 광고마케팅, 패션디자인, 일러스트레이션, 패션 머천다이징, 텍스타일, 어패럴 제작경영 등이 있다.

## 입학
2008년 가을에 입학한 신입생의 경우 지원자 3,913명 중 42%가 합격했다. 유학생에게는 토플(TOEFL 550점 이상), 포트폴리오, 고등학교 성적표, 학업계획서 등이 필요하다.

## 저명한 동문
- 간호섭 : 수료. 홍익대 섬유미술·패션디자인과 교수, 한국패션비즈니스학회 회장.
- 박재옥 : 한양대 명예교수, 전 한양대 디자인경영센터 센터장, 전 한국의류학회장